# ريتشارد والش (صحفي)
ريتشارد والش (بالإنجليزية: Richard Walsh)‏ هو ناشر وصحفي أسترالي، ولد في 21 يوليو 1941 في سيدني في أستراليا.